# ديتوموماب
ديتوموماب هو جسم مضاد وحيد النسيلة طور لعلاج السرطان.